# Scholas Occurrentes
Scholas Occurrentes es una organización internacional católica de Derecho Pontificio aprobada y erigida por el Santo Padre, Papa Francisco, el 13 de agosto de 2013. Esta iniciativa católica nace para responder al llamado de crear y promover la cultura del encuentro, reuniendo a los jóvenes en una educación que genere sentido. Scholas genera iniciativas destinada a los jóvenes del mundo entero. 
Tiene su origen en su natal Argentina, en la capital de Buenos Aires, en 2001 cuando él era Arzobispo, bajo el nombre de “Escuela de Vecinos” y «Escuelas Hermanas«, integrando estudiantes de escuelas públicas y privadas, de todas las religiones con el fin de educar a los jóvenes en el compromiso por el bien común. Scholas conforma una red de instituciones educativas para promover la vinculación de todas las escuelas del mundo. Esta red busca compartir los proyectos que poseen los centros educativos intentando enriquecerse mutuamente y apoyar, especialmente, a las escuelas de menores recursos a favor de una educación sin excluidos.
Las primeras escuelas del mundo en unirse a esta red fueron inscriptas por los futbolistas Lionel Messi y Gianluigi Buffon en la histórica sala de conferencias de la Pontificia Academia de las Ciencias el 13 de agosto de 2013.[cita requerida]
El 19 de marzo la red de escuelas junto a Creápolis y Aula365 lanzaron el Olivo Virtual por la Paz, se trata de una aplicación que permite plantar olivos por la paz y crear de esta forma el bosque de árboles virtuales más grande del mundo. El Papa Francisco fue el encargado de plantar el primer olivo desde la Ciudad del Vaticano (Santa Sede) y a la fecha hay más de 100.000 árboles virtuales plantados por fieles de todo el mundo.

## Antecedentes
Son antecedentes de esta iniciativa los programas "Escuela de Vecinos" y "Escuelas Hermanas" que impulsó cuando el Papa Francisco (cuyo nombre de pila es Jorge Mario Bergoglio) era Arzobispo de Buenos Aires. "Unir escuelas, deportes populares y solidaridad" fue la línea de acción que propuso el propio Santo Padre con la convicción de que las figuras queridas popularmente educan a millones de niños con su ejemplo y que el deporte y el arte popular constituyen herramientas formidables para formar valores.

## Estructura
Scholas, impulsada por el Papa Francisco, es una fundación canónica privada que depende de la Congregación del Clero desde agosto del 2015. Es conducida por los profesores José María del Corral y Enrique Palmeyro, que junto al Obispo Marcelo Sánchez Sorondo, conforman el Directorio de Scholas. 
A nivel mundial, Scholas está dirigida por el mencionado Directorio. A nivel país o región está organizada por capítulos, que dependen de manera directa del Directorio.
Hoy, a más veinte años de su primer experiencia en Argentina, soñada por el entonces arzobispo Jorge Bergoglio –hoy Papa Francisco–, Scholas se constituye como una Organización Internacional de Derecho Pontificio, con sedes en Argentina, Chile, Ciudad del Vaticano, Colombia, España, Estados Unidos, Haití, Japón, Italia, México, Mozambique, Panamá, Paraguay, Portugal y Rumanía, presente con su red en 190 países, integrando a más de 400 mil centros educativos y llegando a más de un millón de niños y jóvenes en todo el mundo.

## Plan estratégico

### Etapa Fundacional (agosto de 2013 a marzo de 2014)
El lanzamiento de Scholas se realizó en la Ciudad del Vaticano el martes 13 de agosto de 2013, con ocasión del partido en Homenaje al Papa Francisco que disputaron los seleccionados de Argentina e Italia.
Durante esta etapa se definió su visión, misión y establecieron las bases. Se obtuvo el Reconocimiento de la Santa Sede el 19 de marzo de 2014, y se elaboraron los documentos necesarios para ser reconocidos en otros países. Se delineó el plan estratégico, se conformó la estructura para su funcionamiento, se firmaron los primeros acuerdos de cooperación y adhesión, entre otros.
Durante el 1 Partido Interreligioso por la Paz se lanzó el Himno Oficial de SCHOLAS, "SEMBRADORES DEL ENCUENTRO" compuesto por Chacho Garabal. 

### Etapa de afianzamiento (marzo de 2014 a diciembre de 2017)
Scholas tiene por objetivo llegar a los niños y jóvenes de todo el mundo y para ello desarrolla actividades diversas. En algunos países o regiones, además, instala una sede o capítulo local que potencie el desarrollo de las acciones. Para la etapa de afianzamiento, Scholas se propone lanzar siete capítulos de país o región, posiblemente en los siguientes lugares:
• 3 capítulos en Latinoamérica
• 1 capítulo en América del Norte
• 2 capítulos en Europa
• 1 capítulo en África
Hacia finales de febrero de 2015 el Fútbol Club Barcelona se convirtió en el primer club deportivo de fútbol en unirse a la campaña entregándole al Papa Francisco una camisa del club marcada con su nombre en catalán.
| Líneas de acción                                         | Etapa fundacional | Etapa de afianzamiento |
| -------------------------------------------------------- | --- | --- |
| Campañas de concientización sobre valores                | Campaña del Olivo: Desarrollo de protocolos y rituales para plantarlo en diferentes eventos. Se realizó la prueba con 14 eventos con alcance a más de 50 millones de personas. Creación y lanzamiento de la aplicación del Olivo virtual.                  | Difundir la Paz en el mundo, a través del Olivo, en 30 eventos deportivos y artísticos de alta trascendencia. Realizar 7 eventos deportivo o artísticos por la Paz. Superar el millón de olivos virtuales plantados en las comunidades educativas de Scholas. |
| Programas propios                                        | Participación Juvenil en Ciudadanía: por ejemplo, en Argentina participaron 7000 estudiantes secundarios en forma directa y 14.000 de forma indirecta. | Participación Juvenil en Ciudadanía: realizar experiencias que alcancen a un total de 7500 jóvenes en forma directa y 15.000 indirecta. |
| Apoyo a proyectos educativos en estado de vulnerabilidad | Comienzo y conocimiento de un modelo de integración en El Salvador para fortalecer su ampliación a más beneficiarios. | Apoyar siete proyectos, priorizando aquellos destinados a la población fuera del sistema educativo, de integración y educación. Articulación de todos los sectores sociales para su realización.                                                              |
| Conexión internacional entre colegios                    | Construcción de la primera versión temporaria de la página web con participación de escuelas de 40 países. Elaboración y desarrollo de la plataforma social. Primeras acciones hechas en los colegios como viajes de estudio y reinauguraciones edilicias. | Lanzamiento de la plataforma Scholas.social. Desarrollo de nuevas secciones de la plataforma: Scholas.Labs, Scholas.books, Scholas.games, Scholas.media, Scholas.edu.                                                                                         |